# Juan N. Méndez
Juan Nepomuceno Méndez Sánchez (Tetela de Ocampo, Puebla, 2 de julho de 1820 - Cidade do México, 29 de novembro de 1894), foi um político e militar mexicano.
Combateu nas guerras mexicano-americana, da Reforma e na segunda invasão francesa do México. Apoiu Porfírio Díaz nos levantamentos de la Noria e de Tuxtepec. Após a renúncia de Sebastián Lerdo de Tejada, José María Iglesias autoproclamou-se presidente, não reconhecendo o plano de Tuxtepec. Porfírio Díaz abandona então o governo para perseguir Iglesias e seus apoiantes em Guanajuato, entregando temporariamente o poder a Juan Méndez, que governa de 11 de Dezembro de 1876 a 17 de Fevereiro de 1877.